# Luxembourg au Concours Eurovision de la chanson 1981
Le Luxembourg a participé au Concours Eurovision de la chanson 1981, le 4 avril à Dublin, en Irlande. C'est la 25e participation luxembourgeoise au Concours Eurovision de la chanson.
Le pays est représenté par Jean-Claude Pascal et la chanson C'est peut-être pas l'Amérique, sélectionnés en interne par Télé Luxembourg.

## Sélection interne
Le radiodiffuseur luxembourgeois, Télé Luxembourg, choisit l'artiste et la chanson en interne pour représenter le Luxembourg au Concours Eurovision de la chanson 1981.
Lors de cette sélection, c'est la chanson C'est peut-être pas l'Amérique, écrite et composée par Sophie Makhno et Jean-Claude Petit et co-écrite, co-composée et interprétée par le chanteur français Jean-Claude Pascal, qui fut choisie avec Joël Rocher comme chef d'orchestre.
Jean-Claude Pascal a déjà participé à l'Eurovision en représentant le Luxembourg avec Nous les amoureux lors du concours de 1961, édition qu'il remporte également.
| Ordre | Interprète         | Chanson                        | Langue   |
| ----- | ------------------ | ------------------------------ | -------- |
| 1     | Jean-Claude Pascal | C'est peut-être pas l'Amérique | Français |

## À l'Eurovision

### Points attribués par le Luxembourg
| 12 points | France      |
| 10 points | Irlande     |
| 8 points  | Suisse      |
| 7 points  | Danemark    |
| 6 points  | Grèce       |
| 5 points  | Royaume-Uni |
| 4 points  | Israël      |
| 3 points  | Allemagne   |
| 2 points  | Suède       |
| 1 point   | Turquie     |

### Points attribués au Luxembourg
| 12 points           | 10 points             | 8 points          | 7 points | 6 points  |
| ------------------- | --------------------- | ----------------- | -------- | --------- |
|                     | - Autriche            |                   |          | - Suisse  |
| 5 points            | 4 points              | 3 points          | 2 points | 1 point   |
| - Allemagne - Suède | - Finlande - Portugal | - France - Israël |          | - Espagne |

Jean-Claude Pascal interprète C'est peut-être pas l'Amérique en 4e position lors de la soirée du concours, suivant l'Allemagne  et précédant Israël. Au terme du vote final, le Luxembourg termine 11e sur 20 pays, ayant reçu 41 points.